# Nothomorpha
Nothomorpha es un género de escarabajos barrenadores metálicos del orden Coleoptera.

## Especies
- Nothomorpha latifrons Holm, 1976
- Nothomorpha major Kerremans, 1899
- Nothomorpha minima Kerremans, 1899
- Nothomorpha pauperata Thomson, 1878
- Nothomorpha rudis (Wiedemann, 1821)
- Nothomorpha rugosa (Thunberg, 1787)
- Nothomorpha verrucosa (Gory & Laporte, 1839)